# Polycarpa spongiabilis
Polycarpa spongiabilis is een zakpijpensoort uit de familie van de Styelidae. De wetenschappelijke naam van de soort is voor het eerst geldig gepubliceerd in 1883 door Traustedt.